# Championnats panaméricains de VTT 2017
Navigation
Édition précédente Édition suivante
Les Championnats panaméricains de VTT 2017 ont lieu du 29 mars au 2 avril 2017 à Paipa en Colombie.

## Résultats

### Cross-country
| Épreuves               | Or                                                                                           | Argent                                                                           | Bronze                                                                                    |
| ---------------------- | -------------------------------------------------------------------------------------------- | -------------------------------------------------------------------------------- | ----------------------------------------------------------------------------------------- |
| Hommes élites          | Catriel Soto                                                                                 | Henrique Avancini                                                                | Luiz Cocuzzi                                                                              |
| Hommes moins de 23 ans | Gerardo Ulloa                                                                                | Jose Marques de Almeida                                                          | Santiago Mesa                                                                             |
| Hommes juniors         | Martin Vidaurre                                                                              | Cristian Aranzazu                                                                | Juan Pablo Zapata                                                                         |
| Femmes élites          | Erin Huck                                                                                    | Daniela Campuzano                                                                | Agustina Apaza                                                                            |
| Femmes moins de 23 ans | Luciana Roland                                                                               | Leidy Mera                                                                       | Monica Vega                                                                               |
| Femmes juniors         | Monserrath Rodríguez                                                                         | Julieta Sainz                                                                    | Fatima Hijar                                                                              |
| Relais mixte           | Mexique Gerardo Ulloa Rafael Escarcega Daniela Campuzano Monserrath Rodríguez Fernando Islas | Argentine Gonzalo Artal Agustina Apaza Agustín Durán Luciana Roland Catriel Soto | Colombie Cristian Aranzazu Valeria García Santiago Mesa Angela Parra Juan Fernando Monroy |

### Cross-country eliminator
| Épreuves | Or             | Argent          | Bronze                   |
| -------- | -------------- | --------------- | ------------------------ |
| Hommes   | Santiago Mesa  | Daniel Castillo | Christian Andres Lascano |
| Femmes   | Michela Molina | Miryam Núñez    | Lady Carolina Vasallo    |

### Descente
| Épreuves | Or               | Argent          | Bronze          |
| -------- | ---------------- | --------------- | --------------- |
| Hommes   | Rafael Gutierrez | Jeronimo Paez   | Steven Ceballos |
| Femmes   | Diana Dromundo   | Camila Nogueira | Bruna Ulrich    |